# Timizart
Timizart es un municipio de la provincia o valiato de Tizi Ouzou en Argelia. En abril de 2008 tenía una población censada de 28 996 habitantes.
Se encuentra ubicado al norte del país, en la región de Cabilia, a poca distancia de la costa del mar Mediterráneo y al este de Argel.

## Economía
La economía de Timizart se basa principalmente en el comercio minorista y el transporte.
También se caracteriza por una agricultura basada en el policultivo y la ganadería. El rebaño está compuesto por ganado vacuno, la mayor parte del cual se cría para la producción de leche o carne. Aquí también se crían ovejas y cabras.
Timizart es famoso por sus quesos (Tomme, queso Edam, queso Gouda, queso de cabra...).